# Lycenchelys ryukyuensis
Lycenchelys ryukyuensis és una espècie de peix de la família dels zoàrcids i de l'ordre dels perciformes.

## Morfologia
- Els mascles poden assolir 17 cm de longitud total.
- Nombre de vèrtebres: 118-124.[4]

## Hàbitat
És un peix marí, de clima temperat i que viu entre 991-1.533 m de fondària.

## Distribució geogràfica
Es troba al mar de la Xina Oriental.

## Observacions
És inofensiu per als humans.